# Renaud Capuçon
Renaud Capuçon es un violinista francés, nacido el 27 de enero de 1976 en Chambéry.

## Biografía
Entró en el conservatorio de su ciudad natal a los cuatro años, después fue admitido por el Conservatorio nacional superior de música y danza de París a la edad de 14 años en la clase de Gérard Poulet. Tres años más tarde acabó sus estudios con un primer premio de música de cámara y un primer premio de violín. 
Durante los años siguientes participa en numerosos concursos internacionales y se integra en la Orquesta de Jóvenes de la Comunidad Económica Europea y después en la Orquesta de Jóvenes Gustav Mahler (como primer violín) bajo la dirección de Claudio Abbado.
Emprende en paralelo una carrera de solista e igualmente de camerista tocando sobre todo con Nicholas Angelich, Jérôme Ducros, Frank Braley, Hélène Grimaud, Gérard Caussé, así como con su hermano Gautier Capuçon.
En 1996 funda un Festival en La Ravoire cerca de Chambéry, los Encuentros artísticos de Bel-Air. Este festival acogerá durante cerca de diez años a los más grandes instrumentistas de música de cámara como Jean-Pierre Wallez, Michel Dalberto, Martha Argerich, Stephen Kovacevich, Augustin Dumay, Gérard Caussé, Paul Meyer, Emmanuel Pahud, Marielle y Katia Labèque, etc.
Ha grabado la música de cámara de Ravel, Schubert y Brahms, así como los conciertos para violín de Schumann y de Mendelssohn bajo la dirección de Daniel Harding.

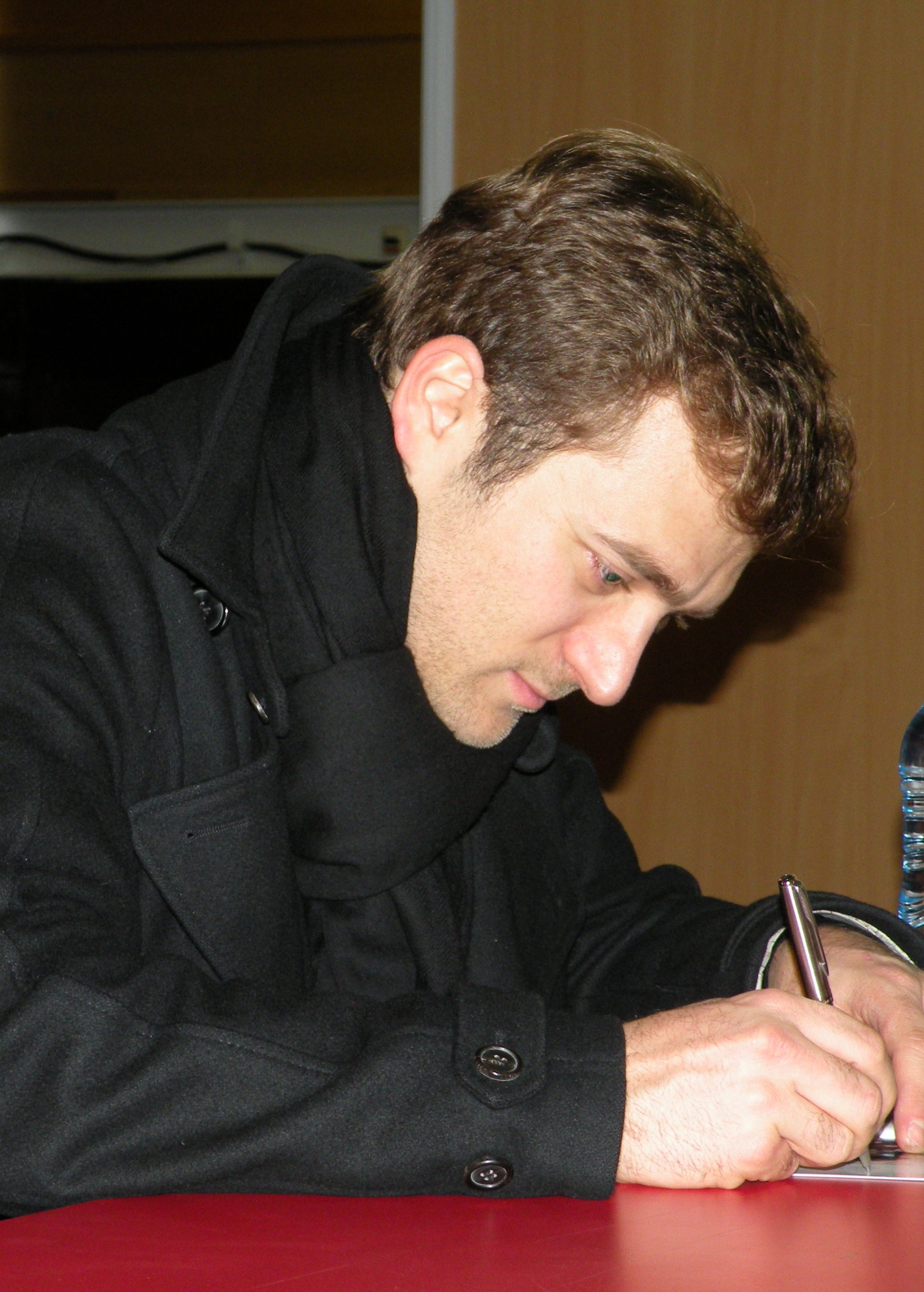
Renaud Capuçon durante La Folle Journée de Nantes, en 2009.

En 1995 obtiene el Premio de la Academia de las artes de Berlín. En 2000 fue nombrado Nuevo talento del año en las Victorias de la música clásica, que también le adjudican en 2005 el título de «Solista instrumental del año». Recibió en 2006, el Premio de violín "Georges Enesco" de la Sacem. Su casa discográfica es Virgin Classics.
El 25 de mayo de 2009 rueda en el cortometraje 7.57 am-pm bajo la dirección de Simon Lelouch. Se le ve interpretar La Melodía de Orfeo de Christoph Willibald Gluck sobre su Guarnerius en medio de los viajeros de la línea 6 del metro de París, entre la indiferencia casi general.

## Estilo musical
Es un representante de la escuela franco belga de interpretación del violín y ha dicho respecto a esto: 
"Hay de todas maneras un sentido de estilo que depende del país de donde venimos. Mi violinista preferido, por ejemplo, es Christian Ferras. Pocas veces se ha escuchado en el violín tanta intensidad en el sonido como la suya. Para mí es el ideal. Me encanta también Isaac Stern, junto a muchos otros. Pero Ferras sigue siendo mi mayor referente."
Después de haber tocado sobre un Vuillaume, un Guadagnini, después sobre un Stradivarius, el Banco de la Suiza Italiana BSI le ha prestado un Guarnerius, el « Panette », de 1737 que había pertenecido a Isaac Stern. Renaud dice respecto a su utilización de esos instrumentos:
"Lo que es interesante es que he ido cambiando de instrumento en cada fase de mi evolución. Cuando tocaba el Vuillaume funcionaba muy bien con él, luego toqué el Guadanigni de Arthur Grumiaux, que era magnífico, y después el Stradivarius, que había sido de Kreisler… y ahora el Panette. He tenido mucha suerte. Utilicé estos instrumentos durante cuatro o cinco años aproximadamente y cada vez que cambiaba suponía una evolución en mi sonoridad. Iba cambiando de violín como si tuviera la necesidad de contar con unos hombros cada vez más anchos. No tocaba de la misma manera cuando tenía veinte años que ahora. Por supuesto tenía los mismos dedos, la misma cabeza, pero evolucionamos con la vida, el trabajo y la experiencia. La búsqueda de la sonoridad, en mi caso, es como una escalera: vamos subiendo peldaños, no en potencia sino como si llegáramos a concentrar las energías del sonido. Cuando era más joven tocaba mucho más ligero, más fluido, y tenía un Vuillaume que se me adaptaba muy bien a eso; después me empezó a interesar más crecer en la sonoridad y para ello me ayudó el Guadagni y más tarde el Stradivarius en la búsqueda de una sonoridad más cálida; y por último ahora, en la siguiente etapa, me encantaría poder tocar la viola. Este año voy a tocar “Harold en Italia” por primera vez."
De su visión de la interpretación dice: "Un gran violinista no es alguien que toca muy rápido y muy fuerte, ni que toca perfectamente. Sobre todo es alguien que va a contar una historia que responde a lo que es realmente. Eso es lo que hace que el público se sienta atraído por un violinista y no por otro."

## Vida privada
Es hermano del violonchelista Gautier Capuçon.
Desde 2008, comparte su vida con la periodista Laurence Ferrari. Se han casado el 3 de julio de 2009. Tienen un hijo llamado Elliott.

## Discografía selecta
- 1999 – Schubert: Gran dúo, Rondo brillante, Fantasía en fa menor. Con Jérôme Ducros (Virgin Classics).
- 2001 – El Bœuf sur le toit, piezas francesas para violín y orquesta de Saint-Saëns, Massenet, Ravel, Berlioz, Milhaud. Con Deutsche Kammerphilharmonie Bremen y Daniel Harding (Virgin Classics).
- 2002 – Dutilleux: Concierto para violín; El árbol de los sueños. Con la Filarmónica de Radio Francia y Myung-Whun Chung (Virgin Classics).
- 2002 – Ravel: Trío para piano; Sonata para violín y piano; Sonata para violín y violonchelo; Sonata póstuma. Con Gautier Capuçon, Frank Braley (Virgin Classics).
- 2003 – Cara a cara, dúos para violín y violonchelo de Kodaly, Schulhoff, Haendel, Tanguy... Con Gautier Capuçon (Virgin Classics).
- 2004 – Beethoven: Triple concierto para violín, violonchelo y piano. Con Martha Argerich, Mischa Maisky, Orquesta de la Suiza Italiana, Alexandre Rabinovitch (EMI Classics)
- 2004 – Brahms: Los tríos para piano, violín y violonchelo. Con Gautier Capuçon, Nicholas Angelich (Virgin Classics).
- 2004 – Mendelssohn: Concierto para violín n.º 2, Robert Schumann: Concierto para violín. Con la Mahler Chamber Orquestra y Daniel Harding (Virgin Classics).
- 2004 – Saint-Saëns: El carnaval de los animales, Septuor, Fantasía para violín y arpa. Con Emmanuel Pahud, Gautier Capuçon, Paul Meyer, Esther Hoppe, Michel Dalberto, Frank Braley, Béatrice Muthelet, David Guerrero, Janne Saksala, Florent Jodelet, Marie-Pierre Langlamet (Virgin Classics).
- 2004 – Schubert: Quinteto La trucha, Variaciones sobre Trockne Blumen. Con Gautier Capuçon, Gérard Caussé, Aloïs Posch, Frank Braley (Virgin Classics).
- 2005 – Brahms: Las sonatas para violín y piano, Scherzo de la Sonate F-A-E. Con Nicholas Angelich (Virgin Classics).
- 2006 – Invenciones, dúos para violín y violonchelo de Bach, Eisler, Karol Beffa, Bartók, Klein, Kreisler…. Con Gautier Capuçon (Virgin Classics).
- 2007 – Brahms: Doble concierto para violín y violonchelo, Quinteto para clarinete. Con Gautier Capuçon, Joven Orquesta Gustav Mahler y Myung-Whun Chung, Paul Meyer, Cuarteto Capuçon (Virgin Classics).
- 2007 – Schubert: Los tríos para piano, violín y violonchelo, Sonatensatz, Nocturno. Con Gautier Capuçon, Frank Braley (Virgin Classics).
- 2008 – Brahms: Cuarteto para piano y cuerdas. Con Gautier Capuçon, Gérard Caussé, Nicholas Angelich (Virgin Classics).
- 2008 – Capricio, 21 piezas virtuosas para violín. Con Jérôme Ducros (Virgin Classics).
- 2009 – Beethoven & Korngold: Conciertos para violín. Con la Filarmónica de Róterdam y Yannick Nézet-Séguin (Virgin Classics).
- 2009 – Mozart: Conciertos para violín 1 y 3, Sinfonía concertante. Con Antoine Tamestit, Scottish Chamber Orquestra y Louis Langrée (Virgin Classics).
- 2011 – Beethoven: Las sonatas para violín y piano. Con Frank Braley (Virgin Classics).
- 2011 – Fauré: Música de cámara para cuerdas y piano. Con Gautier Capuçon, Gérard Caussé, Cuarteto Ébène, Nicholas Angelich, Michel Dalberto (Virgin Classics).
- 2012 – Brahms & Berg: Conciertos para violín. Con la Filarmónica de Viena y Daniel Harding (Virgin Classics).
- 2013 – Bach: Conciertos para violín BWV 1041 & 1042; Vasks: Distant Light. Con la Orquesta de Cámara de Europa (Erato).
- 2013 – Beffa: Le Roi qui n'aimait pas la musique. Con Edgar Moreau, Paul Meyer, Karol Beffa (CD-libro Gallimard).